# ユピテル (企業)
株式会社ユピテル（英: Yupiteru Corporation）は、日本の東京都港区に本社を置く無線通信機器メーカーである。コーポレート・ステートメントは「be ahead 時代の先端へ」。
1970年に「ユピテル音楽工業株式会社」として設立、1976年に「ユピテル工業株式会社」に社名変更。レコードレーベル「ユピテルレコード」として音楽ソフト事業を展開していたが撤退している（後述）。2007年に「株式会社ユピテル」に社名変更した。

## 概要
ドライブレコーダー、レーダー探知機、エンジンスターター、ポータブルカーナビ、カーセキュリティ（盗難防止装置）などの自動車用電装機器、ゴルフ用スピード測定器などのセンサー機器を開発・製造・販売している。日本国内でのドライブレコーダー、レーダー探知機の主要なサプライヤーの一つ。
過去にはワイドバンドレシーバー（広域帯無線受信機）、トランシーバーなどの無線機器も製造・販売していた。

### 会社再生法の適用
創業当時、折しものカラオケブームに乗り、カラオケセットを中心とした音響機器を手掛けたほか、レコードレーベル「ユピテルレコード」（メジャーレーベル）で音楽ソフト（レコード）事業を手がけていた。1979年4月に社団法人日本レコード協会の会員となる（1984年4月退会）。
主力としていたカラオケ向け商品の販売が振るわなくなり、1984年9月に会社更生法の適用を申請し、事実上経営破綻した。同年をもって音楽ソフト事業から撤退し、電話機やワイドバンドレシーバーなどの通信機製造に参入、輸出を拡大して1985年5月に更生手続を終結した。
1994年3月期には売上高を約248億円まで伸ばしたが、その後は再び業績不振に陥り、1998年12月に和議を申請。2度目の再建中はエンジンスターターなどの機器販売が堅調となり、2004年9月に和議債務を完済した。

### キャラクター「霧島レイ」「富士サクラ」「葵茶々」
2011年、ナビゲーションキャラクター「霧島レイ」を発表。レーダー探知機、ポータブルカーナビ、置時計・腕時計など「Lei」シリーズのナビゲーションキャラクターとして設定された。担当声優は当初は沢城みゆきで、2022年から飯田ヒカルに交代した。
同様の女性キャラクターとしては「富士サクラ」（声優：高柳知葉）と、「葵茶々」（声優：汐入あすか）も実装されており、霧島レイを含む3名は「羽衣6」（はごろもシックス）というユニットとしても設定されている。

## 沿革
- 1970年10月26日：ユピテル音楽工業株式会社として設立。東京都港区赤坂に本社を置く。
- 1976年
  - 初の販売製品、カセット・アダプター「P-20」を発売。
  - 8月：ユピテル工業株式会社に社名変更。
- 1977年：レーダー探知機の初号機となる「S90」を発売。
- 1985年6月：電気通信端末機器の販売を開始。
- 1987年
  - 3月：本社を港区赤坂から港区芝浦へ移転。
  - 11月：愛知県岡崎市に技術・生産センターを開設。
- 1989年：ポータブルカラーテレビ「YV-C60」発売。
- 1994年：省電力コードレス留守番電話機「YP-A70」発売。
- 1999年：初号機となるカーセキュリティ「VE-S20」発売。
- 2001年
  - GPSアンテナ一体型モデルのレーダー探知機「SGP-20N」発売。
  - 5月：改正電波法に対応したマイクロ波センサーの販売を開始。
- 2005年
  - 1月：ISO 14001を取得。
  - 8月：ユピテル香港を設立。
- 2006年
  - 有機ELディスプレイ採用モデルのレーダー探知機「SR640i」を発売。
  - 2月：プライバシーマークを取得。
  - 8月：開発・生産拠点となる株式会社ユピテル鹿児島を設立。
- 2007年
  - ポータブルカーナビゲーションの初号機となる「YERA SCN-10」発売。
  - 1月：ソニーから「グリーンパートナー」として認定。
  - 10月：株式会社ユピテルに社名変更。
- 2008年3月：ユピテル台湾を設立。
- 2011年：ナビゲーションキャラクター「霧島レイ」を発表。
- 2014年：ポータブルカーナビゲーションにおいて業界シェアNo.1を獲得。
- 2018年2月：コミュニケーションスペース「ユピテル IT-PALETTE」を静岡市にオープン。
- 2019年
  - 自然対話型ロボット「ユピ坊」を発表。
  - 4月：ITの研究拠点としてユピテル静岡研究所を開設。

## ユピテルレコード

### アーティスト
出典
1960 - 1970年代
- 谷なおたか
- 片岡千恵蔵
- 鷹魚剛
- 八城一夫
- 福沢もろ
- 世良譲
- レッド・ミッチェル
- 原信夫
- 村岡実
- ジェイク・コンセプション
- 清水靖晃、マライア
- 鈴木勲 (Burning Men)
- 宮本典子
- 北村英治
- 有馬徹とノーチェ・クバーナ
- ヴィクター・フェルドマン
- 戸谷重子
- 今田勝
- ソンコ・マージュ
- 酒井潮
- 山本剛
- 奥平真吾
- アート・ペッパー (Bill Watrous Quintet)
- The Shelly Manne Trio
- 中島正雄
- レイ・ブラウン
- 中林淳真
- ジェフ・マルダー
- エイモス・ギャレット
- フィリップ・ウォーカー
- チェウニ
- 山本圭右（スカンク）

1980年代
- 山本邦山
- 川口譲二
- 猪俣猛
- 田畑貞一
- 石川晶
- 旭孝 (Mellow Sounds Orchestra)
- 森真帆
- 真咲みどり（小磯みどり）
- 山本圭右 (PIPER)
- アルバート・コリンズ
- Cusco
- Harold Land
- テディ・ウィルソン
- 川島裕二
- ミュージカルぼーいず
- Schola Cantorum Cantate Domino (Belgian boys choir)
- The Boppers (Swedish Rock 'n' Roll revival band from Stockholm)
- サザン・エキゾティックス
- 大橋節夫
- 須藤久雄とニュー・ダウンビーツ・オーケストラ
- John Littlejohn
- 原マスミ
- 水城一狼
- 本業寺山音
- 田村重治 (AIR)
- 日野てる子
- 鈴木正美
- MENU
- ソニー・スティット
- つボイノリオ
- 清水まゆみ - ユピテル初の女性アイドル歌手
- 岡村有希子
- 真咲みどり
- ザ・ナンバーワン・バンド

## 提供番組
テレビ
- TBS『坂上&指原のつぶれない店』（「火曜ドラマ」から移動）
- 日本テレビ『人生が変わる1分間の深イイ話』（フジテレビ「Mr.サンデー」から移動）
- BS朝日『昭和のクルマといつまでも』
- BSテレ東『ゴルフ侍、見参!』
- テレビ朝日系列『マツコ&有吉 かりそめ天国』『相葉マナブ』
- 読売テレビ『秘密のケンミンSHOW極」
- CBCテレビ『中日クラウンズ』

ラジオ
- エフエム熊本：JFNニュース・熊本日日新聞ニュース
- ZIP-FM：ZIP-FM TRAFFIC INFORMATON 月曜火曜水曜木曜金曜:17:25 18:15 土曜:ほとんどの時間帯
- FM802
  - 『TRAFFIC INFORMATION』（月～金曜15:40）
  - 『WEATHER INFORMATION』（土曜6:57,9:55,14:57,17:57）

### 過去の提供番組
テレビ　
- 競馬中継(フジテレビ) (1982年頃、フジテレビ)
- TBS「火曜ドラマ」（2021年4月 - 9月）
- フジテレビ『Mr.サンデー』（2021年4月 - 9月）
- テレビ大阪『和風総本家』
- BSジャパン『空から日本を見てみようplus』

## CM出演者
- ダン池田：ユピテル工業時代「カラオケチャンピオン」
- 今川宇宙（女優・イラストレーター）
- 山岸舞彩（テレビキャスター）：ポータブルカーナビ（2013年秋より起用）
- 大地康雄（俳優）：コードレス留守番電話
- 恒吉梨絵（女優）：ATLASノブナビ
- 橋本雪乃：ATLASノブナビ、ATLASゴルフナビ、YERA
- 藤田薫子：ATLASゴルフナビ
- 中村アン（女優）：「Juno (ユノ) 」（2021年）
- 麻亜里：見守りロボット「ユピ坊」（2021年）[10]